# Matthieu Valet
Pour les articles homonymes, voir Valet.
Matthieu Valet, né le 4 janvier 1986 à Lille, est un homme politique et ancien policier français. Il évolue dans la police jusqu'au grade de commissaire de police et est porte-parole du Syndicat indépendant des commissaires de police jusqu'à la fin de l'année 2023. En juin 2024, il devient député européen du Rassemblement national.

## Biographie
Matthieu Valet est le fils d'un ouvrier. Il est d’ascendance espagnole par sa mère qui l'aurait élevé seule et originaire de Lille où il grandit dans une cité HLM,,.
À 19 ans, il devient élève gardien de la paix en 2005, et travaille ensuite à Garges-lès-Gonesse (95), puis Clichy-sous-Bois et Saint-Denis (93). En 2016, il obtient un master en Droit, Économie, Gestion, mention Droit pénal et sciences criminelles avant de devenir commissaire de police lorsqu'il sort de l'école en 2018. Il exerce d'abord cette nouvelle fonction à La Ciotat pendant deux années avant de rejoindre la direction zonale sud de la CRS à Marseille,.
En août 2019, il est envoyé en renfort à Biarritz à l'occasion du 45e sommet du G7. Alors que se tient un rassemblement devant la gare de la ville au sujet de son nom (car alors appelée "gare de Biarritz-La Négresse" -- voir Polémique sur le nom du quartier de la Négresse), il interpelle Karfa Diallo, son organisateur, et le place en garde à vue pendant 24 heures. Karfa Diallo sera ensuite poursuivi pour rébellion devant le tribunal correctionnel de Bayonne, jugé le 3 décembre 2020, et relaxé le 14 janvier 2021.
Mathieu Valet travaille ensuite plusieurs années en Île-de-France, où il est notamment chef adjoint de la BAC dans le Val-de-Marne lors des émeutes de juin 2023,.
En 2022, il aurait approché le camp macroniste pour se présenter aux législatives. Il s'en défend en affirmant, à l'inverse, que c'est le camp présidentiel qui l'a contacté. En effet, RTL affirme qu'il aurait négocié pour être investi candidat par le camp d'Emmanuel Macron lors des élections législatives de 2022, et que « les discussions [...] étaient si avancées qu’une candidature aux législatives face à Marine Le Pen dans le Pas-de-Calais a même été envisagée en 2022 ». Il accepte dans un premier temps, selon une source, avant de se rétracter quelques jours plus tard. Deux ans plus tard, à l’occasion des élections européennes, il échange de nouveau, cette fois entre l’entourage de Stéphane Séjourné, ministre des Affaires étrangères et secrétaire général de Renaissance, mais aussi avec les LR.
En août 2020, il est présenté comme secrétaire national adjoint du Syndicat indépendant des commissaires de police par Le Parisien, ainsi que par RFI en mai 2021 et CNews en octobre 2021 même si à partir d'août 2021, la plupart des médias le présentent comme porte-parole de ce syndicat. Il est porte-parole du Syndicat indépendant des commissaires de police jusque décembre 2023, fonction qu'il aurait exercé durant six années selon Le Parisien et Le Nouvel Obs. Il se voit retirer cette fonction en raison d’un éventuel ralliement à la liste de Jordan Bardella, ce qu'il dément vivement dans Le Parisien,. Certains policiers se désaffilient du syndicat en raison des prises de position de Matthieu Valet vers l’extrême droite. Début avril 2024, il se met en disponibilité de la police pour « convenance personnelle ». Le même mois, Matthieu Valet rejoint la liste du Rassemblement national pour les élections européennes,, en septième position.
Il affirme après avoir rejoint la liste du RN conserver « un respect pour Les Républicains » et considérer le RN comme le « nouveau parti de droite ». Son recrutement est aussi interprété comme une façon pour le parti d’extrême droite de poursuivre sa « stratégie de normalisation », rompant ainsi avec les candidats « antisystème ».
À la suite de la victoire de la liste RN lors des élections européennes, il est élu député européen et doit commencer à siéger le 16 juillet 2024.

## Activités sur les réseaux sociaux
Selon l'enquête menée par Mediapart, le député européen est très actif sur les réseaux en particulier sur  Linkedin, Facebook et Instagram.
Sa page Facebook est suivie par 187 000 internautes. Il y publie beaucoup de vidéos courtes, qui suscitent de nombreux commentaires, dont un grand nombre de désignations à caractère raciste et d'appels au meurtre, selon les relevés faits par Mediapart en juillet 2025.

## Controverses

### Mises en cause en tant que policier
En 2022, il a un accident avec sa voiture de service, alors qu'il était en jour de repos, mais n'est pas condamné pour ces faits.
En novembre 2023, le Canard enchaîné indique qu'il est soupçonné par le service de déontologie de la police d’avoir accaparé et détourné les bons d’achat SNCF de plusieurs de ses collègues de la BAC de nuit du Val-de-Marne. Il reçoit un blâme de sa hiérarchie pour ces faits et aurait remboursé le millier d'euros qu'il a détourné.